# Lenoir, North Carolina
Lenoir är administrativ huvudort i Caldwell County i North Carolina. Orten har fått sitt namn efter politikern och militären William Lenoir som deltog i amerikanska frihetskriget. Lenoir hade 18 228 invånare enligt 2010 års folkräkning.

## Kända personer från Lenoir
- Jim Broyhill, politiker
- Kary Mullis, kemist